# Фусума

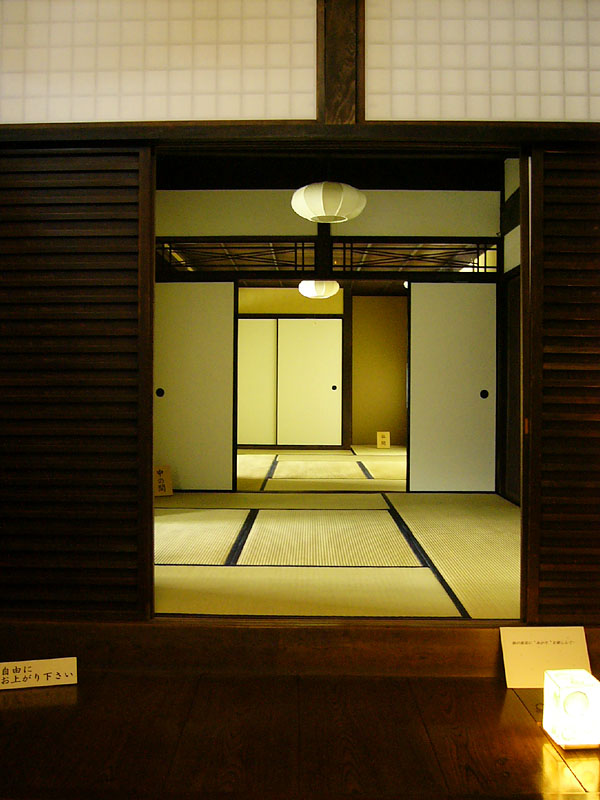
Для деления большой комнаты используется фусума

Фусума (яп. 襖) — скользящая дверь в виде обклеенной с двух сторон непрозрачной бумагой деревянной рамы; используется для деления большой японской комнаты на части. На бумагу часто наносят рисунки. Размеры фусума примерно совпадают с размером татами. Фусума двигается по деревянным направляющим: верхней — камои (яп. 鴨居), и нижней — сикии (яп. 敷居); в старину эти поверхности натирались воском, сейчас же для облегчения скольжения чаще всего используется специальная виниловая полоса.

## История
В эпоху Хэйан аристократы жили в домах, которые состояли из одного большого зала без внутренних стен — стиль «Синдэн-дзукури». Для разделения большой комнаты использовались ширмы, которые состояли из нескольких створок, одиночные ширмы, бамбуковые жалюзи; ту же функцию исполняли фусума — деревянные рамы, которые изначально покрывались шёлком. Позже, в период Камакура, для покрытия фусума использовали плотную бумагу, которую импортировали из Китая.
К концу периода Хэйан начали делать прозрачные перегородки, которые позволяли свободно проникать свету. Еще в хэйанский период были спроектированы пазы, которые проходили вдоль пола и потолка, что позволяло вынимать фусума при необходимости, а в период Камакура был добавлен параллельный направляющий паз и фусума стали функционировать как раздвижные двери. В современное время принцип остался таким же.

## Этимология слова
В отличие от слова «сёдзи», которое пришло из Китая, слово «фусума» не является ни китайским, ни корейским. По одной из теорий, оно впервые использовалось относительно спальни главной резиденции императора — «фусума докоро»  (яп. 衾所) — и было одним из синонимов слова «спальня» (слово «фусума» (яп. 臥す間) буквально означает «комната, в которой лежат»). Поэтому дверь-перегородку называли «фусума сёдзи», что впоследствии преобразовалось просто в «фусума». По другой версии дверь-фусума по форме напоминает лежанку-фусума, что и привело к названию «фусума».